# Maccabi Kiryat Gat B.C.
Il Maccabi Kiryat Gat B.C. è stata una società cestistica avente sede a Kiryat Gat, in Israele. Fondata nel 2003, è durata 15 anni, giocava nel campionato israeliano.
Il massimo risultato della squadra è stata la vittoria del campionato nazionale di basket nella stagione 2014/2015.

## Storia

### Hapoel Kiryat Gat
Kiryat-Gat, nelle sue varie incarnazioni (Hapoel Kiryat Gat e poi Maccabi South / Kiryat Gat), esiste dagli anni '70. Il 25 marzo 1984, la squadra, allora Hapoel Urban Kiryat-Gat, ha garantito la sua storica promozione alla Premier League a spese della seconda, Hapoel Gerusalemme, dopo aver sconfitto Hapoel Naan 115:77, con 45 punti di Yehuda Levi.
Una stagione dopo, Kiryat-Gat ha finito con un record di 21:1 e è tornata alla seconda lega. La storica vittoria in Premier League è stata ottenuta davanti a 800 spettatori, nel nono turno della stagione, 113:105 (dopo 54:54 a metà partita) contro Hapoel Haifa di Jonathan Delzel e Haim Zlotikman. Il giocatore straniero locale, Buster, ha fornito in quella partita 42 punti e 18 rimbalzi.
Nel 2000 la squadra si è sciolta.

### Fondazione di Maccabi Kiryat Gat
La squadra di Maccabi Kiryat Gat è stata fondata nel 2003 da Miki Zohar, dopo che la squadra locale (che era un'unione con Maccabi South Tel Aviv) si è sciolta nel 2000. Dopo una sola stagione (2003/04), la squadra è stata promossa in Lega A. Alla fine della stagione 2005/06, la squadra è stata promossa in Lega Nazionale, ma dopo due anni è retrocessa in Lega A. Alla fine della stagione 2009/10, è stata nuovamente promossa in Lega Nazionale. A metà della stagione 2010/11, l'allenatore Roni Zukerman è stato assunto e la squadra si è posizionata nella parte superiore della classifica. Alla fine della stagione 2011/12, la squadra è stata promossa in Lega Nazionale, e contemporaneamente ha raggiunto la finale della Coppa dell'Associazione, perdendo contro Maccabi Raanana in due partite. All'inizio della stagione 2012/13, la squadra ha ospitato per la prima volta nella sua storia nel primo turno della Coppa di Stato la squadra di Hapoel Tel Aviv, perdendo 96-89 dopo il tempo supplementare. Nel gennaio di quella stagione, la squadra è entrata in una lotta per la retrocessione e l'allenatore Roni Zukerman è stato sostituito dall'allenatore Idan Pleda. Alla fine della stagione, è retrocessa in Lega Nazionale. Dopo una stagione, la squadra ha finito al primo posto in Lega Nazionale e è tornata in Lega Nazionale.
La squadra ha giocato nel palazzetto dello sport "Alon", che ha una capacità di 500 posti a sedere. Inoltre, il club ha gestito una squadra giovanile con cinque squadre in diverse leghe.
Il 29 maggio 2015, la squadra è stata promossa in Super League dopo aver vinto 2:3 nella serie finale contro Elitzur Kiryat Ata.
Nella stagione 2015/2016, la squadra ha iniziato a giocare le sue partite casalinghe nel palazzetto dello sport municipale di Ashkelon. In quella stagione, Kiryat Gat è riuscita a rimanere in prima divisione.
Alla fine della stagione 2016/2017, è retrocessa in Lega Nazionale dopo due anni in Super League. Tuttavia, nella stagione 2017/2018, si è posizionata in cima alla classifica in Lega Nazionale e ha finito al primo posto, avanzando ai quarti di finale dei playoff della lega.

### La seconda dissoluzione
Nella stagione 2017/2018, la squadra ha raggiunto la finale della lega dopo una stagione in cui parte dello stipendio dei giocatori e dello staff tecnico non è stato pagato. Dopo tre mesi senza stipendi, i giocatori della squadra hanno annunciato uno sciopero del lavoro, ma alla fine si sono presentati per la serie di playoff con la promessa di ricevere il loro stipendio. Alla fine, nonostante non avessero ricevuto gli stipendi, la squadra si è presentata per i playoff in cui, come detto, ha raggiunto la finale in cui ha perso 3:0 contro Hapoel Be'er Sheva.
Il 16 luglio 2018, la squadra si è ufficialmente sciolta dopo non essersi registrata per la lega a causa di problemi economici e dopo non essere riuscita a fornire un budget minimo per la stagione 2018/2019 e non aver pagato i debiti della squadra ai giocatori.

## Palmarès
- Liga Leumit: 1

2014-2015

## Cestisti
- John Williamson 2017-2018